# 2000년 전국체육대회
제81회 전국체육대회는 2000년 10월 12일부터 2000년 10월 18일까지 부산광역시에서 개최되었다.
1976년 제57회 대회 개최 이후 24년만에 개최하였으며, 2002년 부산 아시안게임의 성공적인 개최의 기반을 조성하는 대회이다.

## 개요
- 대회명칭 : 제81회 전국체육대회
- 개최기간 : 2000년 10월 12일 ~ 2000년 10월 18일
- 개최지 : 부산광역시
- 구호 : 새천년, 새출발, 한민족 힘찬 도약
- 참가인원 : 21,887명
- 종별 : 일반부, 대학부, 고등부
- 마스코트 : 부비

## 종목

### 정식종목
| - 검도 - 골프 - 궁도 - 근대5종 - 농구 - 럭비 - 레슬링 - 배구 - 배드민턴 - 보디빌딩 | - 복싱 - 볼링 - 사격 - 사이클 - 세팍타크로 - 수영 (경영, 다이빙, 수구) - 수중 - 승마 - 씨름 - 야구 | - 양궁 - 역도 - 요트 - 우슈 - 유도 - 육상 - 인라인롤러 - 정구 - 조정 - 체조 | - 축구 - 카누 - 탁구 - 태권도 - 테니스 - 펜싱 - 하키 - 핸드볼 |

### 시범종목
- 소프트볼
- 트라이애슬론

## 종합순위
개최지
| 순위 | 지역       | 점수   | 금  | 은  | 동   | 합계 |
| 1    | 경기도     | 68,562 | 111 | 110 | 111  | 332  |
| 2    | 서울특별시 | 64,361 | 110 | 90  | 92   | 292  |
| 3    | 부산광역시 | 60,130 | 70  | 77  | 96   | 243  |
| 4    | 전라북도   | 42,111 | 63  | 44  | 68   | 175  |
| 5    | 충청남도   | 41,329 | 50  | 53  | 76   | 179  |
| 6    | 인천광역시 | 40,750 | 48  | 62  | 48   | 158  |
| 7    | 강원도     | 38,721 | 53  | 49  | 74   | 176  |
| 8    | 대구광역시 | 36,068 | 48  | 32  | 63   | 143  |
| 9    | 경상북도   | 35,920 | 31  | 44  | 70   | 145  |
| 10   | 대전광역시 | 34,516 | 49  | 46  | 49   | 144  |
| 11   | 전라남도   | 32,763 | 36  | 39  | 67   | 142  |
| 12   | 경상남도   | 31,422 | 42  | 35  | 69   | 146  |
| 13   | 충청북도   | 27,059 | 26  | 33  | 61   | 120  |
| 14   | 광주광역시 | 24,978 | 35  | 35  | 43   | 113  |
| 15   | 울산광역시 | 24,778 | 22  | 26  | 51   | 99   |
| 16   | 제주도     | 13,109 | 19  | 33  | 34   | 86   |
| 총계 | 총계       | 총계   | 813 | 808 | 1072 | 2693 |

### 최우수 선수상
최우수 선수상은 한국체육기자연맹 기자단의 투표로 결정된다.
- 최우수 선수상(MVP) : 순창고등학교 역도부 (전라북도)